# Кассиоли, Амос
Амос Кассиоли (итал. Amos Cassioli; 10 августа 1832, Ашано — 17 декабря 1891, Флоренция) — итальянский художник исторического жанра, баталист и портретист.

## Жизнь и творчество
Родителями были Доменико Кассиоли и Ассунта Маццони. Дядей Амоса был Оттавио Кассиоли, органист кафедрального собора в Ареццо. 
Живопись изучал в Академии изящных искусств (Accademia di belle arti) в Сиене в 1850—1855 годы, в классе Луиджи Муссини. Получил стипендию великого героцога Тосканского Фердинанда IV, позволившую художнику жить и совершенствовать своё мастерство в Риме в последующие пять лет. В дальнейшем жил и работал преимущественно во Флоренции, сохраняя тесные связи и с Сиеной. 
В 1865 году во Флоренции родился сын Амоса, Джузеппе (1865—1942), ставший также живописцем и скульптором. В 1886 году Амос Кассиоли, вместе с живописцами Чезаре Маккари и Пьетро Альди, приступает к художественному оформлению «зала Рисорджименто» в Палаццо Публико в Сиене. В этой работе Амосу помогал его сын Джузеппе. Последним из произведений Амоса Кассиоли были созданные фресок на темы «Чистилища» (Purgatorio) Данте в капелле Гверацци и фрески в капелле Франчи (1887) на кладбище Сострадания (Cimitero della Misericordia) в Ливорно. После смерти мастера эти фрески также закончил его сын Джузеппе.
В родном городе Кассиоли, Ашано, в 1991 году был открыт музей художников, отца и сына Кассиоли (Museo Amos e Giuseppe Cassioli), в здении, где ранее проживала фамилия Кассиоли (Via Mameli 34).

## Галерея

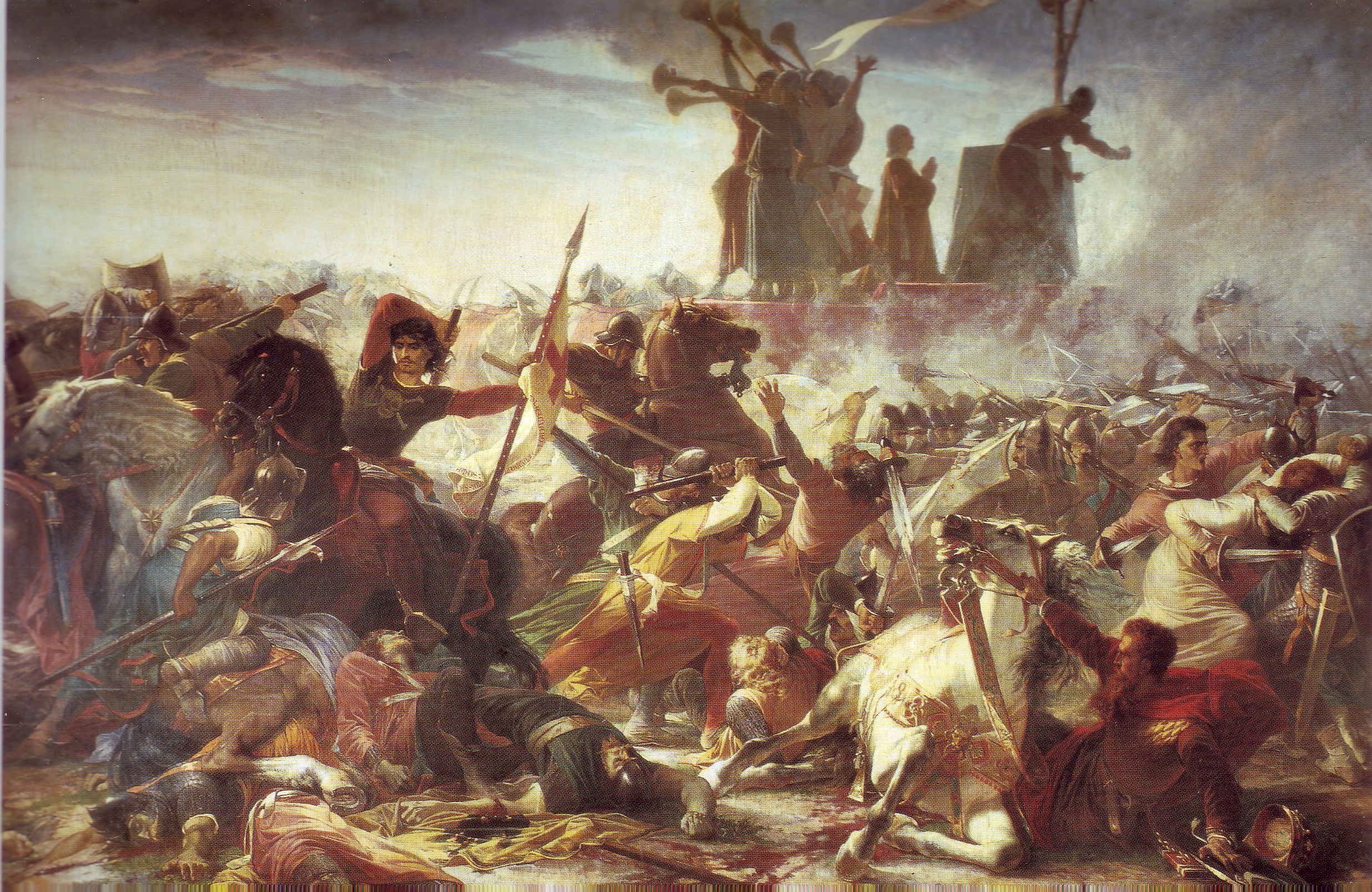
Битва при Леньяно, палаццо Питти, Флоренция
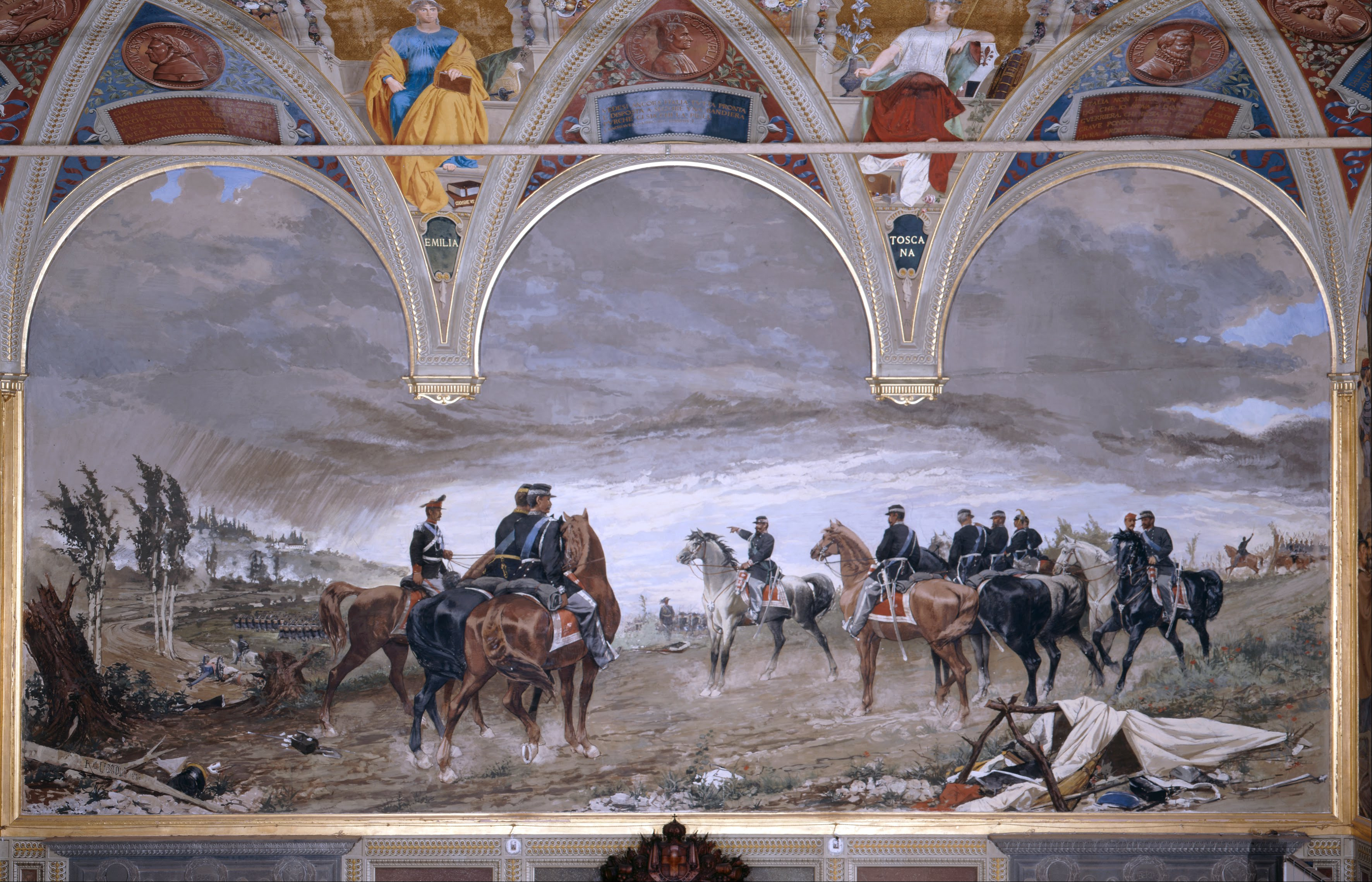
Битва при Сольферино, Палаццо Пубблико (Сиена)
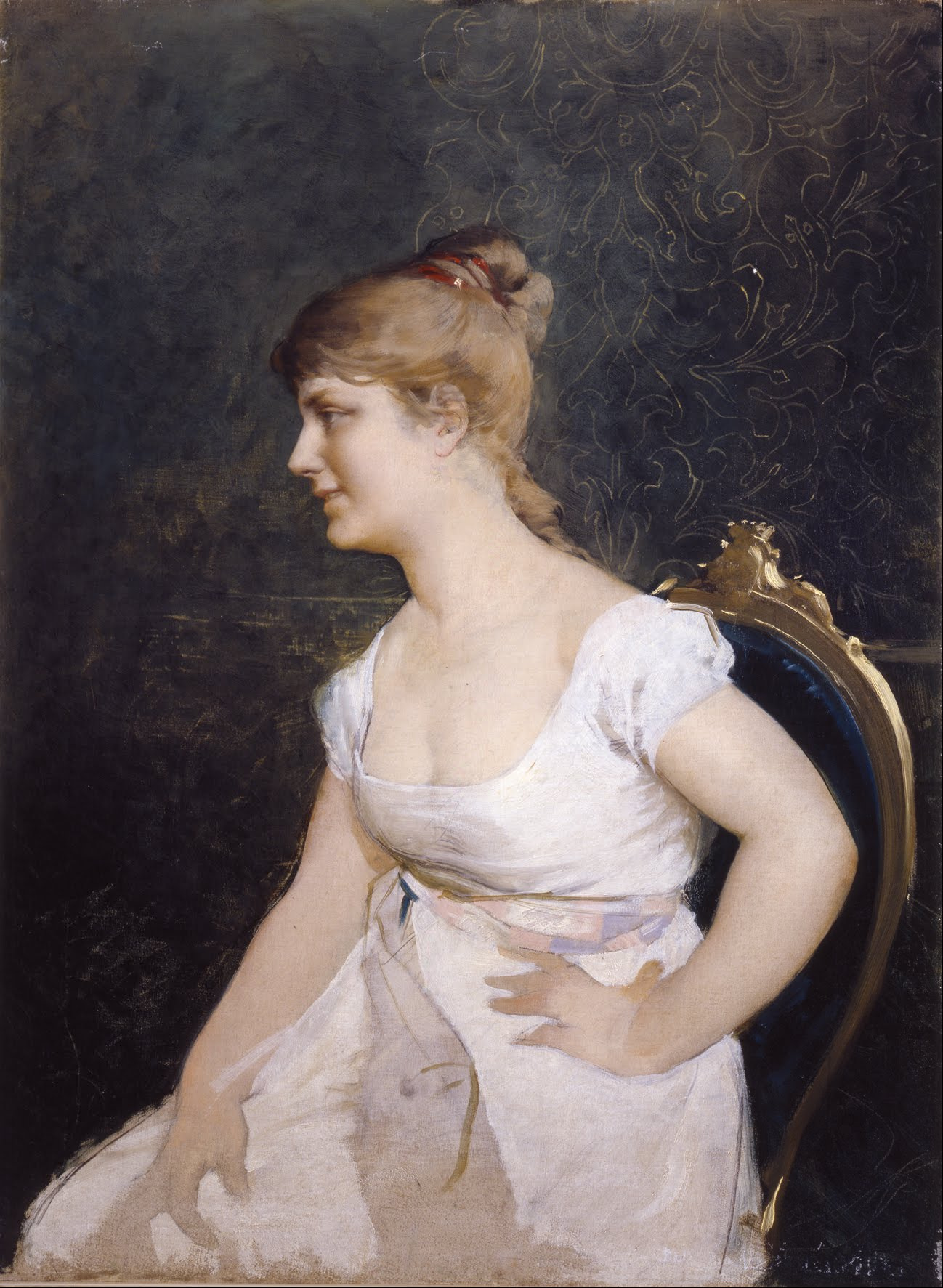
Портрет молодой женщины
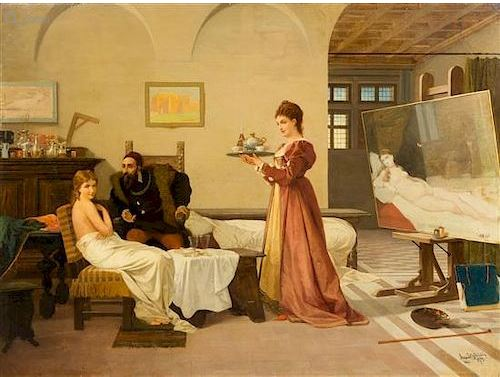
В мастерской Тициана, 1873
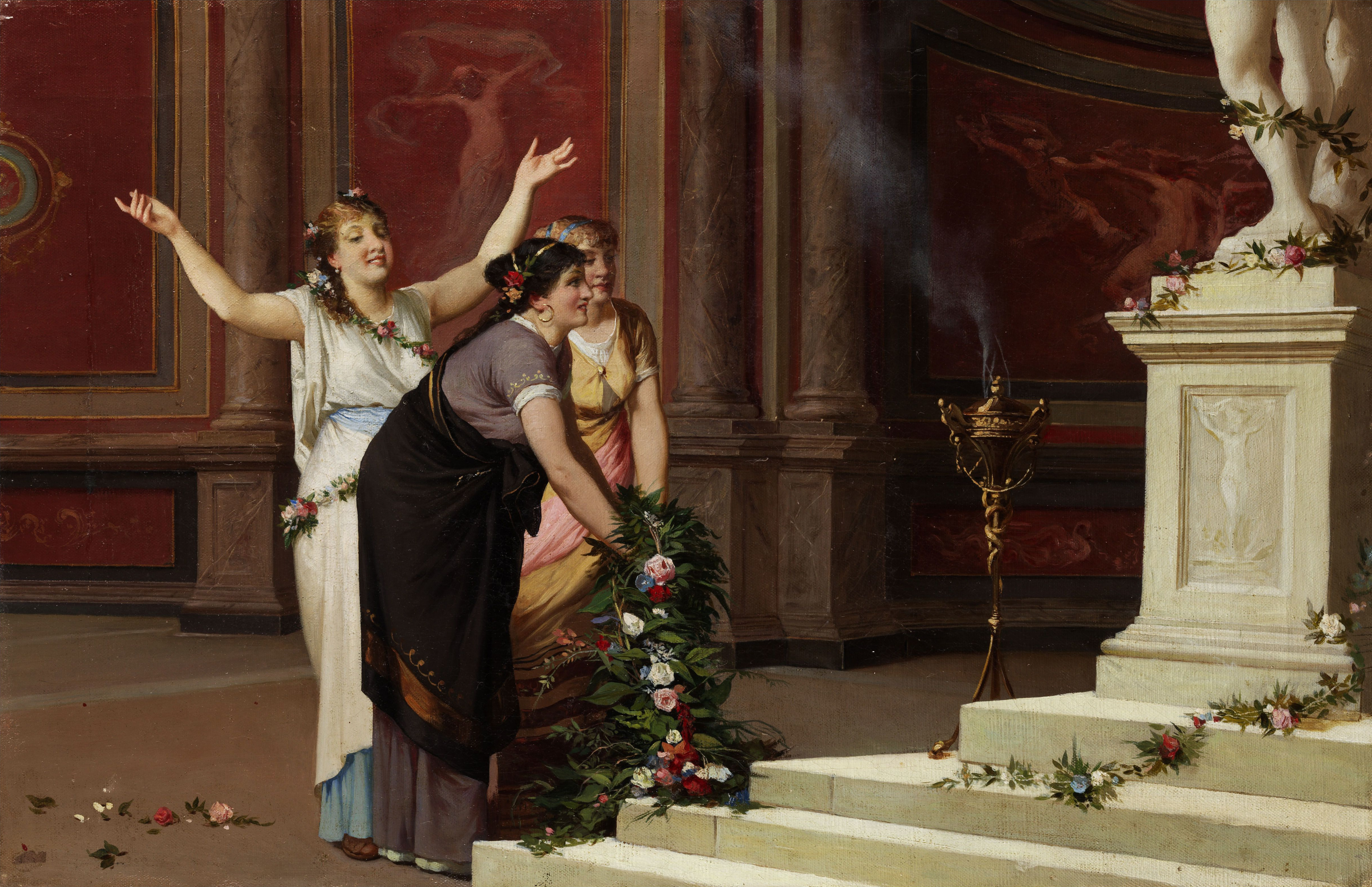
Жертвоприношение Венере (1875-1878)
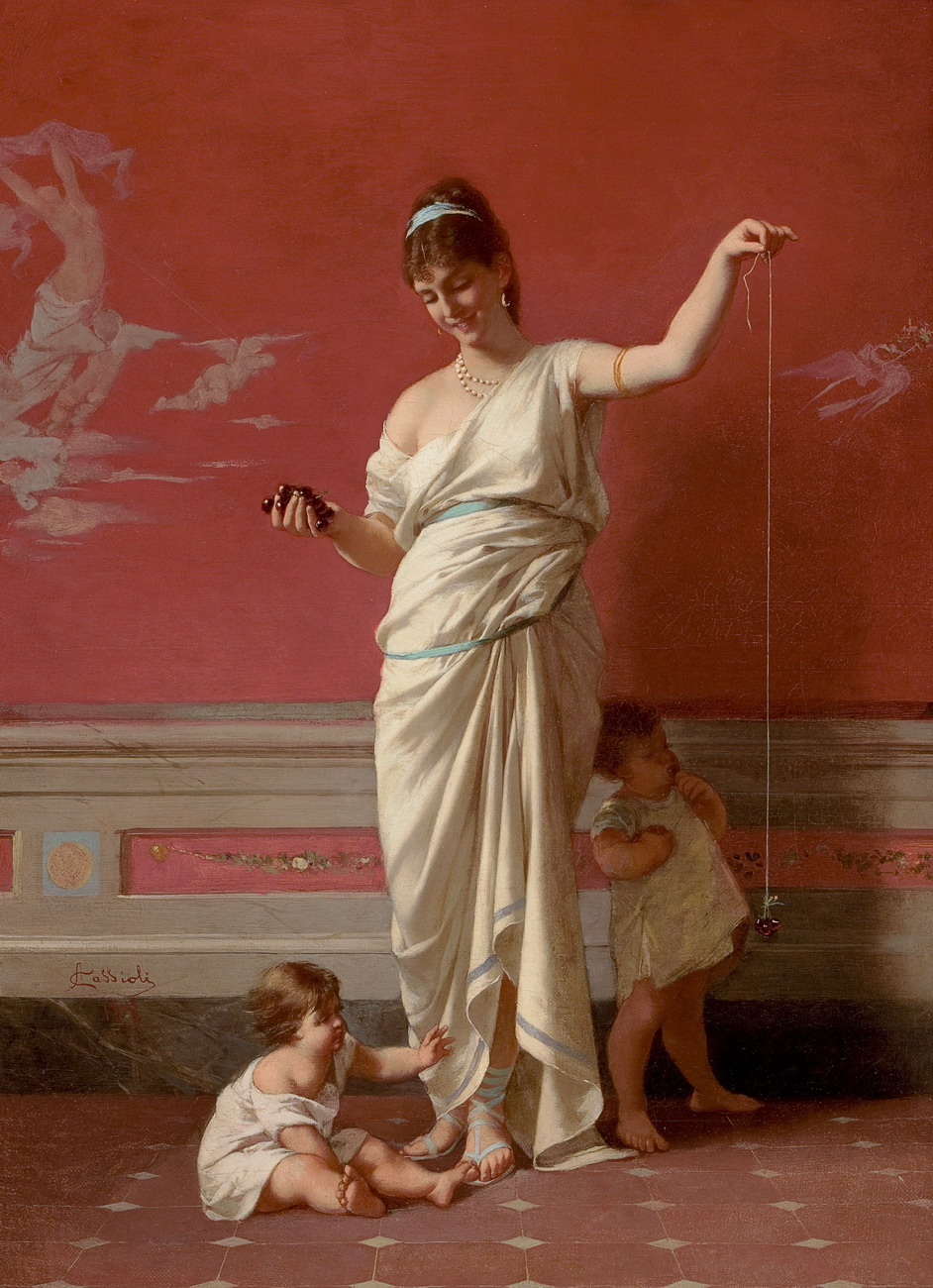
Вишни